# 衡阳东站
衡阳东站，位于中国湖南省衡阳市珠晖区茅坪村与王江村附近，是京广高速铁路沿线的一座车站，也是武广客运专线工程湖南段的客运站、最大的非省会城市客运站，同时也是衡柳铁路及怀衡铁路的起点站，于2009年建成启用。

## 车站结构
衡阳东站设有站台5座，共有11条股道。站房建筑面积1.6万平方米。

## 图集
- 6/7站台
- 停靠在站内的CRH380AL-2622